# Радослав Шумарски
Радослав „Рада” Шумарски (Мартинци, 28. децембар 1943) српски је песник, књижевник и аутор многих дела у којима се налазе важни историјски извори.

## Биографија
Рада Шумарски, надимак Јовишков, рођен је у Мартинцима, 28. децембра 1943. године. Као беба чудом преживео страшни збег преко реке Саве. Одрастао и васпитаван у скромној сељачкој породици-породичној задрузи, са 11 душа, на челу са стрицем Веселином. Детинство је упамтио по послератној општој беди, невероватно суровим комунистичким „обавезама„-одузимања намирница од сељака, неуспелим друштвеним експериментом са „совјетским колхозима“ и времена када је сремски сељак био стварно понижен. Књигу је рано доживео као свету реликвију, већ од првог додира са њом, заволео је на пречац и био одличан ђак у основној школи. Редовно завршава тeк 5 разреда. Гледајући ђачку књижицу, стриц Веселин-нeписмен, строг и често намргођен, а отац забринут и збуњен, овако је прокоментарисао:
Од овог` никад човек нећеш бити, и немож` ти да силанцаш-у школу и из школе, дереш ципеле и одело, а да ми да плаћамо чобана! Нег`, држ` се земље да те ветар не одува!
Мајка се бринула да јој дете не полуди од ти` силни књижурина, што их је свакодневно налазио и читао по скровитим местима. Међутим, борба за преживљавање породице била је преча и малог Раду исписују из школе, под изговором да је луд. Лекар после разговора са дететом, задивљен општим знањем, инсистирао је да дете настави даље са школовањем, али породица је била неумољива.
Рада, и данас, помирљиво и без много једа, коментарише такву ситуацију:
Е, да није тако морало-неби ни било! Шта ћеш, нисам био ни шебав, ни глупав, ал` њи`ова реч је била последња и поштовала се!
Коначно, у 45-ој години живота, по својој жељи, наставља и успешно завршава осмогодишње школовање са одличним успехом.
Ево како гласе две изабране строфе из деда Радине песме „Књига и ја„:
Од како за себе памтим,

док сећање моје сеже.

Свака драга успомена за

лепу ме књигу веже

Ово моје скромно знање,

што из књиге сам упио.

Не постоји то имање,

скојим би га заменио!.
Рано је открио таленат за: стих и песничку риму, а када је чувајући свиње почео да свира на фрули, отац се и том` унцуту успротивио:
Нећеш ваљда бити сеоски гајдаш, нег` ватај се ти как`ог честитог посла!
Много касније, када је постао „свој газда“, испунио је себи велику жељу и продавши четири бравца са правом ценом, тајно сео је у аутобус, и у Чачку 1983. код чувеног мајстора пазарио сет фрула на којима и данас радо одсвира разна кола, познате народне песме и разне мелодије које случајно чује. Одувек је активно учествовао у друштвеном животу својих Мартинаца, редовно иде у цркву, учествује у разним сеоским акцијама, члан је месне библиотеке, играо је и свирао у фолклору, кадгод је пик`о фузбал а данас непропушта утакмице на лепо сређеном месном стадиону. Кад Мартинчани постигну гол, он на фрули одсвира једно колце и тако уз музику и шалу прослави. Кад су тога дана гостовали ФК“Хајдук“ и Шим`новчани, кадети су изгубили чак са 18:0, а првотимци са 8:0, и тога дана деда Рада се здраво насвиро-као никад дотад. Наслушали смо се кола и разних мелодија из деда Радине фруле и зато у шали Мартинчани поручују, да једва чекају „так`е госте„.
По одслужењу војног рока, Рада почиње да се занима за немачки језик, набавља разне књиге од пријатеља и као самоук вредно учи. Убрзо потпуно овладава немачким језиком, и данас успешно обострано преводи текстове и песме са свим римама. Многа мартиначка деца долазе код деда Раде на бесплатне часове швабског, и никад` ником, ни динара није наплатио. Његови „ђаци“, имају најмању оцену четворку у школи, а на питање откуд интересовање за немачки језик, Рада кроз осмех каже:
Немачки језик је војнички језик, као створен за командовање, а и ми Сремци смо били век-ипо Војни граничари у доба Аустро-угарске монархије. Нисам никад био у тим швабским земљама, ал` да ми је бар два фата, да уђем и видим како је тамо!
Деда Рада и даље сакупља и вредно бележи: народне умотворине, сремске бећаре, старе заборављене речи, историју породичних родослова Мартинчана и пише песме о свим животним темама које тиште данашњег човека.
Објавио је 2014. једну невероватну књигу: „Моје село дично поприлично„, је целокупна историја родног села Мартинаца писана у стиху-десетерцу, на 73 стране са приказом битних историјских догађаја. Описивајући разне животне прилике, сремског сељака у разним историјским догађајима, сазнајемо уствари и како се стварно тада живело. Песник Рада нам храбро, прецизно и недвосмислено идентифијуке све друштвене аномалије: погубну извитопереност људи на власти, лажно приказивање историје, али и тајну опстанка обичног човека и његова снажна вера у духовно и нематеријално. Многи данашњи политичари неће се сложити са песниковим политичким констатацијама и описима, о догађајима од пре пет-шест-седам деценија.
Крајем 2022. године објавио је нову збирку књига под називом ,,Поема о Мартинцима".